# Výrava (Hradec Králové)
Výrava é uma comuna checa localizada na região de Hradec Králové, distrito de Hradec Králové‎.